# アカラブルチニブ
アカラブルチニブ（Acalabrutinib）は、非ホジキンリンパ腫の一種であるマントル細胞リンパ腫の治療薬である。特に前治療の有る患者の治療に用いられる。第二世代のブルトン型チロシンキナーゼ（BTK）阻害薬に分類される。
一般的な副作用としては、頭痛、疲労感、赤血球低下、血小板低下、白血球低下などがある。アカラブルチニブは、B細胞の生存と成長を助けるブルトン型チロシンキナーゼと呼ばれる酵素を阻害し、CLLにおけるがん化したB細胞の蓄積を遅らせ、がんの進行を遅らせることが期待される。
アカラブルチニブは2017年に米国で、2020年に欧州で、2021年に日本で承認された。

## 効能・効果
日本で承認された効能・効果は、
- 再発または難治性の慢性リンパ性白血病（小リンパ球性リンパ腫を含む）

である。
欧州では、アカラブルチニブの単剤またはオビヌツズマブとの併用で、前治療歴のない成人の慢性リンパ性白血病（CLL）を適応としている。また、少なくとも1回の前治療を受けたことのある成人の慢性リンパ性白血病の治療にも適応がある。
米国では、アカラブルチニブは、少なくとも1回の前治療を受けたマントル細胞リンパ腫（MCL）の成人患者、および慢性リンパ性白血病（CLL）または小リンパ性リンパ腫（SLL）の成人患者の治療に適応されている。

## 副作用
重大な副作用は、
- 出血：頭蓋内血腫、胃腸出血、網膜出血（いずれも頻度不明）
- 感染症：肺炎（4.9%）、アスペルギルス症（頻度不明）
- 骨髄抑制：貧血（6.7%）、好中球減少症（17.2%）、白血球減少症（17.2%）、血小板減少症（7.4%）
- 不整脈：心房細動（1.8%）、心房粗動（頻度不明）
- 虚血性心疾患：急性冠動脈症候群（0.6%）
- 腫瘍崩壊症候群（0.6%）
- 間質性肺疾患（頻度不明）

とされている。また、10%以上の患者に頭痛が発生する。
イブルチニブと比較すると、頭痛の頻度は高いものの、アカラブルチニブはBTK選択性が高いため出血や下痢、皮疹の頻度は低く抑えられる。

## 承認
米国では2017年10月に承認を取得した。
欧州では2020年11月に承認を取得した。
日本では2021年1月に承認を取得した。
2016年2月時点で、アカラブルチニブは米国でマントル細胞リンパ腫（MCL）および慢性リンパ性白血病（CLL）に対する希少疾病用医薬品の指定を受けており、欧州医薬品庁（EMA）の希少疾病用医薬品委員会（COMP）においても同様に、3つの適応症（CLL/SLL、MCL、リンパ形質細胞性リンパ腫 (ワルデンシュトレームマクログロブリン血症；WM)）の治療薬として希少疾病用医薬品に指定されている。

## 研究開発
イブルチニブと比較して、アカラブルチニブは高い選択性を示し、標的となるBTKの活性を阻害する一方で、ITK、EGFR、ERBB2、ERBB4、JAK3、BLK、FGR、FYN、HCK、Lck、LYN、SRC、YES1のキナーゼ活性に対しては、はるかに大きなIC50を持つか、あるいは実質的に阻害しなかった。また、イブルチニブを投与した血小板では血栓形成が明らかに抑制されたのに対し、アカラブルチニブを投与した血小板では対照群と比較して血栓形成への影響は認められなかった。これらの結果は、イブルチニブと比較して、アカラブルチニブの安全性が向上し、副作用が最小限に抑えられている旨を強く示唆している。前臨床試験では、ファーストインクラスのBTK阻害剤であるイブルチニブよりも強力かつ選択的であることが示された。
再燃性慢性リンパ性白血病（CLL）の治療薬として、61名の患者を対象とした初のヒト第I/II相臨床試験（NCT02029443）の中間結果は、全体の奏効率が95％と良好で、CLLのベストインクラスの治療薬となる可能性を示した。特筆すべきは、17p13.1遺伝子の欠失が確認された患者において100％の奏効率が得られた事である。これは、一般的に治療に対する反応が悪く、期待される結果が得られないサブグループである。

## 参考資料
1. 1 2  “Acalabrutinib (Calquence) Use During Pregnancy”. Drugs.com (2019年10月23日). 2020年3月28日閲覧。
2. 1 2  “Calquence- acalabrutinib capsule, gelatin coated”. DailyMed (2019年11月22日). 2020年11月11日閲覧。
3. 1 2 3 4 5 6 7  “Calquence EPAR”. European Medicines Agency (2020年7月20日). 2020年11月11日閲覧。 Text was copied from this source which is © European Medicines Agency. Reproduction is authorized provided the source is acknowledged.
4. 1 2 3 4 5  “Acalabrutinib Monograph for Professionals” (英語). Drugs.com. 2019年3月16日閲覧。
5. ↑  “FDA approves new treatment for adults with mantle cell lymphoma”. U.S. Food and Drug Administration (FDA) (Press release). 31 October 2017. 2020年3月28日閲覧.
6. 1 2  “カルケンスカプセル100mg 添付文書”. www.pmda.go.jp.   PMDA. 2021年4月23日閲覧。
7. 1 2 3  “Acalabrutinib (ACP-196) in Relapsed Chronic Lymphocytic Leukemia”. The New England Journal of Medicine 374 (4):  323–32. (January 2016). doi:10.1056/NEJMoa1509981. PMC 4862586. PMID 26641137.
8. 1 2 3 4 5 6 7  “Acalabrutinib (ACP-196): a selective second-generation BTK inhibitor”. Journal of Hematology & Oncology 9:  21. (March 2016). doi:10.1186/s13045-016-0250-9. PMC 4784459. PMID 26957112.
9. 1 2  “2021年1月製造販売承認医薬品のお知らせ（アルンブリグ、カルケンス） - 日本臨床腫瘍薬学会”. jaspo-oncology.org. 2021年4月23日閲覧。
10. ↑  “Acalabrutinib Orphan Drug Designation and Approval”. U.S. Food and Drug Administration (FDA). 2020年4月15日閲覧。
11. ↑  “Acalabrutinib Orphan Drug Designation and Approval”. U.S. Food and Drug Administration (FDA). 2020年4月15日閲覧。
12. ↑  “EU/3/16/1624”. European Medicines Agency (EMA) (2016年5月2日). 2020年4月15日閲覧。
13. ↑  “EU/3/16/1625”. European Medicines Agency (EMA) (2016年5月4日). 2020年4月15日閲覧。
14. ↑  “EU/3/16/1626”. European Medicines Agency (EMA) (2016年5月4日). 2020年4月15日閲覧。
15. ↑  “azn201602256k.htm”. www.sec.gov. 2016年11月21日閲覧。
16. ↑  “Acalabrutinib (ACP-196): a selective second-generation BTK inhibitor” (英語). Journal of Hematology & Oncology 9 (1):  21. (March 2016). doi:10.1186/s13045-016-0250-9. PMC 4784459. PMID 26957112.